# Beireis-Realschule
Die Beireis-Realschule war neben der noch bestehenden Lademann-Realschule eine von zwei Realschulen in der niedersächsischen Stadt Helmstedt in Deutschland, die überwiegend von Schülern dieser Stadt besucht wurde.

## Geschichte
Die Mittelschule Helmstedt wurde 1939 in der Schulstraße gegründet. Das Gebäude wurde 1912–1914 errichtet und am 22. April 1914 eingeweiht und hat bis heute mehreren Schularten gedient. Während des Zweiten Weltkriegs wurde das Schulgebäude zu einem Reservelazarett umfunktioniert, so dass die Schule in den folgenden Jahren an unterschiedlichen Standorten der Stadt untergebracht werden musste. 1957 zog die Schule in das Gebäude am Juleum ein. Sieben Jahre später folgte ein weiterer Umzug in das Gebäude an der Schulstraße. Um den stetig steigenden Schülerzahlen Herr zu werden, wurde die Schule 1968 geteilt. Die Realschule II (später Lademann-Realschule) zog in das Schulgebäude an der Amtsgasse ein und die Realschule I (später Beireis-Realschule) blieb vorerst im Gebäude an der Schulstraße. 1972 bezog die Lademann-Realschule das Gebäude in der Wilhelmstraße, in dem sie bis heute ansässig ist.
Mit Einführung der Orientierungsstufe musste die Realschule I 1973 erneut umziehen. Sie wechselte in das neue Gebäude des Gymnasiums Julianum an der Goethestraße. 1976 wurde die Realschule I nach dem bekannten Helmstedter Professor Gottfried Christoph Beireis benannt und erhielt so ihren offiziellen Namen „Beireis-Realschule“. 21 Jahre nach Einführung der Orientierungsstufe wurde diese Schulform 2004 wieder aufgelöst und die Beireis-Realschule musste erneut umziehen. Neuer und alter Standort war nun wieder das Gebäude an der Schulstraße.
Auch wenn in den Jahrgangsklassen 7–10 etwa 180 Schüler in 8 Klassen von 16 Lehrkräften unterrichtet wurden, hatte der Kreistag wegen der rückläufigen Schülerzahlen beschlossen, die Schule am Ende des Schuljahres 2007/2008 zu schließen. Die Schließung wurde am 9. Juli 2008 vollzogen.